# Бетти (фильм)
«Бетти» (фр. Betty) — психологическая драма Клода Шаброля, снятая по одноимённому роману Жоржа Сименона и выпущенная в кинопрокат в 1992 году.

## Сюжет
Законопослушный и обеспеченный муж застаёт свою пьющую жену Бетти (Мари Трентиньян) с другим мужчиной. Недолго думая, он и его семейство оформляют развод, отнимают дом и детей и в буквальном смысле выбрасывают Бетти на улицу под дождь.
В баре пьяная Бетти знакомится с Лорой (Стефан Одран), зрелой элегантной дамой, которая тоже любит выпить. Бетти рассказывает Лоре душераздирающую историю о том, как она стала жертвой злого и безжалостного мира. Тронутая Лора решает помочь Бетти, она представляет ей кров, заботу и дружескую опеку.
У Лоры есть возлюбленный, владелец бара Марио (Жан-Франсуа Гарро), в котором Бетти и познакомились с Лорой. Бетти с завистью наблюдает за их отношениями, а затем разрабатывает и реализует тонко просчитанный и коварный план завоевания Марио. Постепенно и незаметно Бетти занимает место Лоры в жизни Марио, при чём делает это настолько тонко, что это оказывается для Лоры полной неожиданностью.
Лора понимает, что совершила ошибку, доверившись своей новой подруге, и в итоге отношения между ними рушатся. В финале картины Бетти смотрит на свою жизнь как на безвозвратно пропащую, после того, как она своими руками растоптала последнюю возможность наладить её.
Повествование в фильме ведётся нелинейно, постоянными скачками вперёд и назад во времени, так что картина жизни Бетти складывается не сразу. В разные периоды своей жизни она предстаёт наивной школьницей, пресыщенной богатой женой и страстной и неразборчивой любовницей. Поначалу Бетти вызывает сочувствие, но постепенно её образ вызывающей жалость жертвы сменяется образом пьющей и бездельничающей, морально опустившейся хищницы. Хорошо просчитанный темп повествования и убедительная актёрская игра дают зрителю интересный материал для психологического анализа взаимоотношений между героями и исследования процесса морального падения героини.

## В ролях
- Мари Трентиньян — Бетти Этамбль
- Стефан Одран — Лора
- Жан-Франсуа Гарро — Марио
- Ив Ламберхт — Ги Этамбль
- Тома Шаброль — Шварц
- Пьер Вернье — врач